# Chaetopleura gemma
Chaetopleura gemma är en blötdjursart som beskrevs av Dall 1879. Chaetopleura gemma ingår i släktet Chaetopleura och familjen Ischnochitonidae. Inga underarter finns listade i Catalogue of Life.